# Кеманкеш Кара Мустафа-паша
Кеманкеш Кара-Мустафа-паша (1592 — 31 января 1644) — крупный турецкий военный и государственный деятель, капудан-паша (17 октября 1635 — 22 декабря 1638), великий визирь Османской империи (23 декабря 1638 — 31 января 1644).

## Биография

### Ранняя жизнь
Родился в городе Влёра и в юности поступил в янычары, где начал службу в качестве чорбаджи (младший офицер). Затем он получил титул кетхуды и дослужился к 1635 году до аги янычар. Прозвище Кеманкеш получил из-за того, что был хорошим стрелком из лука.

### Военная и политическая деятельность
В октябре 1635 года Кеманкеш Кара-Мустафа был назначен главнокомандующим османского флота.
В 1638 году участвовал в осаде Багдада, во время которой погиб великого визиря Тайяр Мехмед-паша. После гибели великого визиря новым великим визирем стал Кара-Мустафа-паша, который в декабре 1638 года вошёл во главе армии в Багдад и стал вести переговоры о мире с Сефевидами. В Багдаде начались восстановительные работы, были отстроены здания и стены, разрушенные во время войны. 17 мая 1639 года был подписан Зухабский договор.
В январе 1640 года Кара Мустафа-паша вернулся в Стамбул, где был хорошо принят султан Мурадом IV. После смерти Мурада IV новым султаном стал его безумный брат Ибрагим I. В правление нового султана Кара Мустафа-паша сохранил своё влияние и получил поддержку нового султана. Кара Мустафа-паша стал проводить военные реформы, значительно сократив численность янычар и сипахов, поскольку на большую армию тратились огромные средства. Кара Мустафа-паша провёл перепись населения в провинциях и упорядочил налоговую систему, а также установил контроль цен на товары, в том числе и на продовольствие.
В 1642 году Османская империя вернула Азов, который с 1637 года был занят донскими и запорожскими казаками и оборонялся ими. Это событие известно в истории России, как «Азовское сидение». Казаки покинули Азов по повелению царя Михаила Федоровича, разрушив перед этим фортификационные сооружения.

### Смерть
Великий визирь Кара Мустафа-паша и Кёсем Султан продолжали управлять всеми делами империи в течение первых четырёх лет правления Ибрагима. Кара Мустафа-паша решил устранить своих противников и решил поднять восстание янычар. Он велел раздавать золото командирам янычар, но офицеры не решились на восстание, хотя многие сановники были недовольны Кара Мустафой-пашой. Ибрагим I узнал об этом и решил наказать Кара Мустафу-пашу, вызвав его во дворец. Кара Мустафа-паша прибыл во дворец, где султан отобрал у него печать.
После возвращения Кара Мустафа-паша заметил, что его дом окружён 500 солдатами и переодевшись, пытался бежать. Кара Мустафа-паша был схвачен и задушен 31 января 1644 года палачом Кара-Али. Тело великого визиря было похоронено в построенном им мавзолее в Чаршикапы. После смерти в его особняке был произведён обыск, а имущество конфисковано в государственную казну.

## Личность и благотворительность
Кара Мустафа-паша упоминается в источниках, как «храбрый, умный, честный, красноречивый, вспыльчивый и милосердный человек». По его приказу был восстановлен караван-сарай, который располагался между городами Токатом и Сивасом. В этом регионе были построены бани, школы и мечети, а в Стамбуле и Ускюдаре были построены фонтаны. 
В Галате были основаны две мечети, перестроенные из христианских церквей, а в Эдирне был отремонтирован мост, на который было потрачено 20 000 курушей. Был построен новый мост, который соединил два города Пазарджик и Пловдив.

## Сериалы
В сериале «Великолепный век: Империя Кёсем» роль Кеманкеша-паши сыграл актер Исмаил Демирджи.